# Lyncestis unilinea
Lyncestis unilinea là một loài bướm đêm trong họ Erebidae.